# オークランド・シティFC
オークランド・シティ・フットボール・クラブ（英語: Auckland City Football Club）は、ニュージーランドのオークランドを本拠地とするサッカークラブである。プロチームではなく、アマチュアもしくはセミプロチームと呼ばれる。

## 概要
2004年、オーストラリアとニュージーランドを中心としたオセアニア各地のサッカーリーグ再編、オセアニア地域の国際大会であるオセアニアクラブ選手権（現：OFCチャンピオンズリーグ）の創設など、サッカー環境の整備が行われる中で創設されたクラブのひとつである。また、FIFAクラブワールドカップ出場の常連として知られる。2022年大会で10度の出場を数え、これは大会最多記録である。また、FIFAクラブワールドカップ2025で唯一のオセアニアクラブとして参加することが決定している。

## 歴史

### 2000年代
クラブ創設1年目の2004-05シーズンに国内リーグで優勝。OFCクラブチャンピオンシップ2005に出場するも、グループステージで敗退した。2005-06シーズンは、国内リーグを2年連続で優勝。オーストラリアのアジアサッカー連盟（AFC）転籍後、初の開催となったOFCクラブチャンピオンシップ2006の決勝戦で、タヒチのASピレーを3-1で破りクラブ創設2年目にして初優勝を成し遂げる。
この優勝によりオセアニア代表として、FIFAクラブワールドカップ2006への出場権を獲得した。大会に向けクラブは、元日本代表で当時無所属だった岩本輝雄の加入を発表。岩本の復活と共に、日本のサポーターから一躍注目を浴びることとなった。クラブW杯開幕戦となった1回戦では、アフリカ代表のアル・アハリ（エジプト）と対戦。チャンスを作るも得点には結びつかず0-2で敗れ、続く5位決定戦でも全北現代モータース（韓国）の前に0-3と屈し、大会を通して無得点に終わった。
2008-09シーズンは、国内リーグとOFCチャンピオンズリーグの両方を制覇し、3年ぶり2度目となるFIFAクラブワールドカップ2009の出場権を手にする。本大会の開幕戦では開催国枠で出場したUAEのアル・アハリを2-0で下し、オセアニア勢としては2005年大会のシドニーFC以来、4大会ぶりとなる勝利を挙げた。準々決勝のアトランテ（メキシコ）戦では力の差を見せ付けられ0-3で敗れたものの、5位決定戦ではコンゴ民主共和国のマゼンベに3-2で勝利し、オセアニア勢過去最高位タイの5位という成績で大会を終えた。

### 2010年代
2010-11、2011-12、2012-13、2013-14、2014-15、2016シーズンと6大会連続でOFCチャンピオンズリーグを制し、日本とモロッコで開かれたクラブワールドカップに出場を果たしたが、2011年大会は柏レイソルに0-2、2012年大会はサンフレッチェ広島に0-1、2013年大会はラジャ・カサブランカに1-2とそれぞれ初戦で敗れている。2014年大会ではマグリブ・テトゥアニと対戦し、決着がつかず0-0で終えるが、PK戦で4-3で勝利し初戦を突破した。準々決勝でセティフに1-0で勝利し、オセアニア代表としてクラブワールドカップ史上初めて準決勝に進出したが、サン・ロレンソに1-2で敗れた。しかし、3位決定戦ではクルス・アスルと対戦し、決着がつかず1-1で終えるが、PK戦で4-2で勝利し、オセアニア勢過去最高位の3位という成績で大会を終えた。
2015年大会は再び、初戦でサンフレッチェ広島と対戦し0-2で敗れ、2016年大会では鹿島アントラーズに1-2で敗れた。2017年、香港で開催されたルナー・ニューイヤー・カップにオセアニア勢として初優勝を果たした。2017年のFIFAクラブワールドカップでは、初戦で開催国王者のアル・ジャジーラと対戦し0-1で敗れた。2018-19シーズンは無敗でリーグ優勝を果たしたものの、OFCチャンピオンズリーグ準決勝で同じニュージーランド勢のチームウェリントンに敗北しクラブW杯出場は逃した。

### 2020年代
2019-20シーズンは、チームウェリントンの監督をしていたホセ・フィゲイラが新たに監督に就任した。

## タイトル

### 国内タイトル
- ニュージーランド・フットボールチャンピオンシップ : 9回
  - 2005, 2006, 2007, 2009, 2014, 2015, 2018, 2020, 2022

### 国際タイトル
- OFCチャンピオンズリーグ : 12回
  - 2006, 2009, 2011, 2012, 2013, 2014, 2015, 2016, 2017, 2022, 2023, 2024
- OFCプレジデンツカップ : 1回
  - 2014
- ルナー・ニューイヤー・カップ : 1回
  - 2017

## 現所属メンバー
2022年7月4日現在
注：選手の国籍表記はFIFAの定めた代表資格ルールに基づく。
| No. | Pos. |                  | 選手名                   |
| --- | ---- | ---------------- | ------------------------ |
| 1   | GK   | ニュージーランド | コナー・トレイシー       |
| 2   | MF   | ニュージーランド | マリオ・イリッチ         |
| 3   | DF   | ニュージーランド | アダム・ミッチェル       |
| 4   | DF   | ニュージーランド | クリスティアン・グレイ   |
| 5   | DF   | スペイン         | アンヘル・ベルランガ     |
| 6   | MF   | ニュージーランド | マット・エリス           |
| 7   | MF   | ニュージーランド | キャメロン・ハウィーソン |
| 8   | MF   | スペイン         | ジェラール・ガリガ       |
| 9   | FW   | ニュージーランド | アンガス・キルコリー     |
| 10  | FW   | ニュージーランド | ディラン・マニカム       |
| 11  | FW   | ニュージーランド | ライアン・デ・フリース   |
| 12  | DF   | ニュージーランド | サム・ブラザートン       |
| 13  | DF   | ニュージーランド | ネイサン・ロボ           |
| 14  | DF   | ニュージーランド | ジョーダン・ヴェイル     |

| No. | Pos. |                  | 選手名                     |
| --- | ---- | ---------------- | -------------------------- |
| 15  | MF   | ニュージーランド | エイデン・ケイリー         |
| 16  | FW   | ニュージーランド | ジョセフ・リー             |
| 17  | MF   | ニュージーランド | リード・ドレイク           |
| 18  | GK   | ニュージーランド | フィン・ドカティ           |
| 19  | FW   | ニュージーランド | ウィリアム・ギリオン       |
| 20  | FW   | アルゼンチン     | エミリアーノ・タデ         |
| 21  | MF   | ニュージーランド | イルハム・ハメーディ       |
| 22  | DF   | 日本             | 岩田卓也                   |
| 23  | DF   | ニュージーランド | アルフィー・ロジャース     |
| 24  | GK   | ニュージーランド | カメロン・ブラウン         |
| -   | DF   | コソボ           | レゴント・ムラティ         |
| -   | MF   | ニュージーランド | マイケル・デン・ヘイジャー |
| -   | DF   | ニュージーランド | ダン・モーガン             |

## 歴代所属選手
GK
- タマティ・ウィリアムス（英語版） 2007-2008, 2011-2015

DF
- ジェイムス・プリチェット（英語版） 2005-2015
- ベン・シグムンド 2006-2008
- イヴァン・ヴィセリッチ 2008-2016
- 岩田卓也 2012-2019
- 松本光平 2014-2015
- 金大旭 2014-2018

MF
- 岩本輝雄 2006
- アダム・マクジョージ 2008-2012, 2013-2014
- ティム・ペイン（英語版） 2009-2010, 2014-2015
- 近江孝行 2010
- 田島翔 2014
- マイケル・デン・ヘイジャー 2015-2016

FW
- ロイ・クリシュナ 2013-2014
- /  ライアン・デ・フリース 2013-2017